# Mikówka
Mikówka (prononciation : [miˈkufka]) est un village polonais de la gmina de Białobrzegi dans le powiat de Białobrzegi de la voïvodie de Mazovie dans le centre-est de la Pologne.
Il se situe à environ 5 kilomètres au sud-est de Białobrzegi (siège de la gmina et de la powiat) et à 67 kilomètres au sud de Varsovie (capitale de la Pologne).
Le village possède approximativement une population de 140 habitants.

## Histoire
De 1975 à 1998, le village appartenait administrativement à la voïvodie de Radom.